# 사담 후세인의 처형
사담 후세인의 처형에 관한 문서이다.

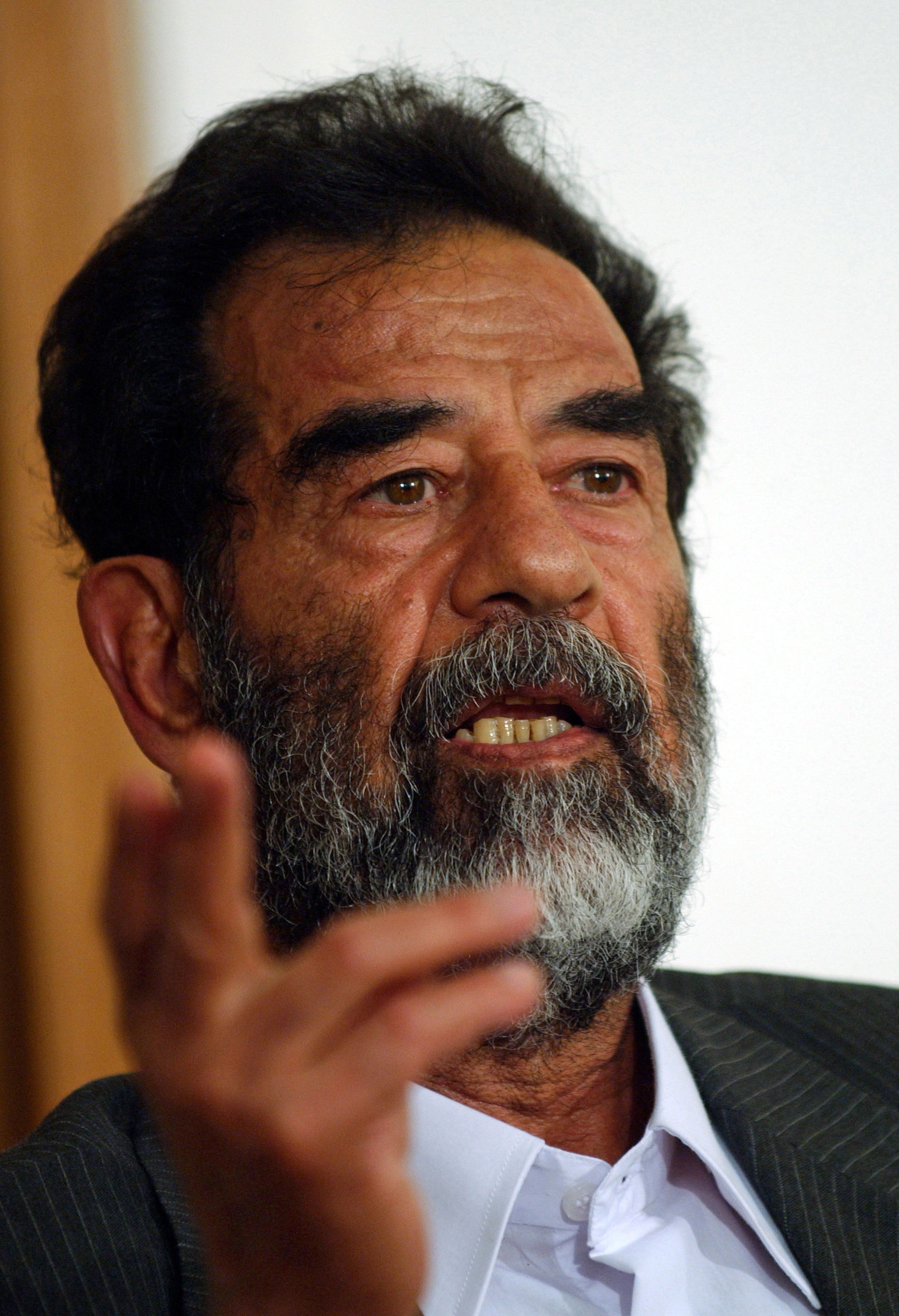
2004년 7월 모습

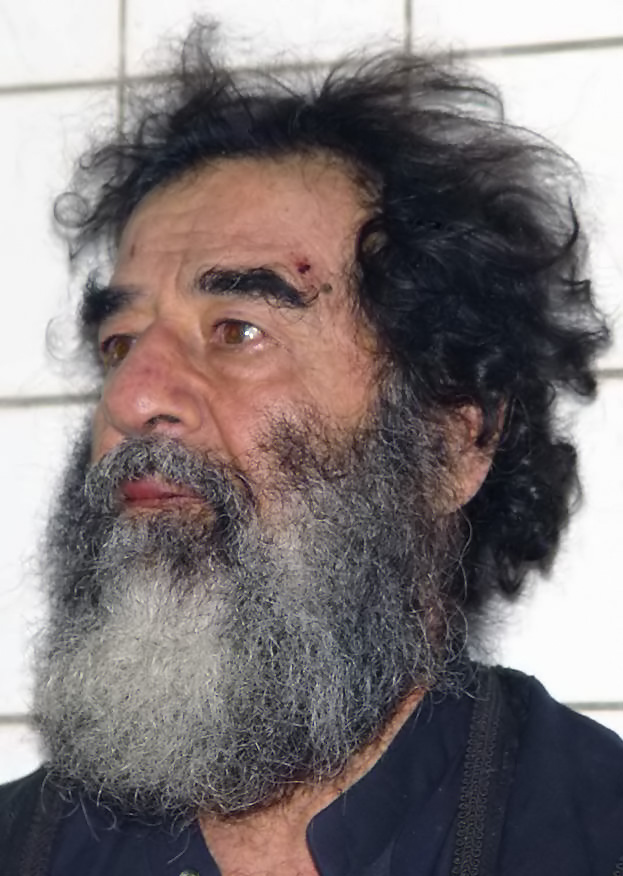
사형 직전의 사담 후세인 사진

사담 후세인 전 이라크 대통령이 2006년 12월 30일 처형됐다. 사담 후세인은 1982년 두자일에서 이라크 시아파 148명을 살해한 두자일 대학살 사건으로 반인륜범죄로 이라크 특별재판소에서 유죄판결을 받은 뒤 그에 대한 암살 시도에 대한 보복과 관련하여 교수형을 선고받았다.
이라크 정부는 그의 처형 장면을 담은 공식 영상을 공개했는데, 그가 교수대에 끌려가는 모습과 교수형 집행인의 올가미가 그의 머리 위에 씌워진 후 끝나는 모습이 담겨 있다. 휴대 전화로 교수형을 녹음한 결과, 그를 아랍어로 조롱하고 시아파 성직자 무크타다 알 사드르를 칭찬한 동포들에 둘러싸여 교수형을 당하는 장면이 나오자 국제적인 대중 논란이 일었다.
후세인의 시신은 12월 31일 티크리트 근처의 그의 출생지 알아우자(Al-Awja)로 옮겨져 다른 가족들의 무덤 근처에 묻혔다.